# Gastrotheca monticola
La rana marsupial (Gastrotheca monticola) es una especie de anfibios de la familia Hemiphractidae.
Habita en Perú y quizá en Ecuador.
Su hábitat natural incluye montanos tropicales o subtropicales secos, ríos, marismas intermitentes de agua dulce, jardines rurales y zonas previamente boscosas ahora muy degradadas.
Está amenazada por la pérdida de su hábitat natural.